# ۳۰ روز (فیلم ۲۰۲۳)
۳۰ روز (کره‌ای: 30일) یا Love Reset یک فیلم کمدی رمانتیک سال ۲۰۲۳ کره جنوبی به کارگردانی نام ده جونگ و با بازی کانگ ها نول و جونگ سو مین است. این فیلم داستان زن و شوهری را روایت می‌کند که ۳۰ روز مانده به پایان ازدواجشان، به دلیل تصادفی غیرمنتظره از فراموشی رنج می‌برند. ۳۰ روز در ۳ اکتبر ۲۰۲۳ منتشر شد.

## بازیگران
- کانگ ها نول در نقش نو جونگ یول، یک وکیل[۳]
- جونگ سو مین در نقش هونگ نا را، یک تهیه‌کننده فیلم[۳]
- کیم سون-یونگ در نقش سوک جونگ، مادر جونگ یول
- هوانگ سه این در نقش هونگ نا می، خواهر کوچکتر نا را[۴]
- لیم چول هیونگ در نقش هونگ جانگ اون، پدر نا را[۵]
- یون کیونگ-هو در نقش کی به، برادر بزرگتر جونگ یول که صاحب بار است[۶]
- جو مین-سو در نقش بو به، مادر نا را[۷]
- اوم جی یون در نقش یونگ جی، دوست نا را[۸]
- سونگ هه نا در نقش ئه اوک، دوست نا را

## تولید
تصویربرداری اصلی در نوامبر ۲۰۲۲ آغاز شد و در فوریه ۲۰۲۳ به پایان رسید.